# 中本幸一
中本 幸一（なかもと こういち、1936年〈昭和11年〉11月2日 - 2012年〈平成24年〉5月10日）は、日本の政治家。元奈良県生駒市長（3期）。

## 経歴
現在の奈良県生駒市で生まれる。1958年〈昭和33年〉近畿大学短期大学部卒。1967年〈昭和42年〉に30歳で生駒市議会議員に当選。5期務める。1987年〈昭和62年〉に奈良県議会議員を2期務める。2期途中の1994年〈平成6年〉生駒市長選挙に立候補し、当選する。1998年〈平成10年〉に再選。2002年〈平成14年〉に三選。3期務め、2006年〈平成18年〉弁護士の山下真に敗れた。2007年〈平成19年〉に市の公園用地売買を巡り加重収賄と背任の容疑で大阪地方検察庁に逮捕された。一、二審で実刑判決を受け、上告中の2012年〈平成24年〉5月10日、肝臓がんのため死去。

## 栄典
- 1993年 - 藍綬褒章